# Pierre-André Bernard
Pour les articles homonymes, voir Bernard, Aber (homonymie) et PAB.
 (août 2022).
Pierre-André Bernard, né 12 décembre 1936 à Lille et mort le 29 novembre 2020 à Roanne, est un écrivain et expert énergétique français. Il a aussi publié sous le nom de Pierre Aber.

## Biographie
Après des études à l'Institut Catholique des Arts et Métiers de Lille, Pierre-André Bernard devient ingénieur civil de l'arsenal de Brest.
Ami d'Eric Tabarly et de Pierre Labat qui était son chef scout et lui a donné l'idée de commencer à écrire son premier livre à 15 ans Le Bâchi inspiré par les scouts raiders qu'il finira d'écrire quelques années plus tard. Il commence sa carrière d'écrivain avec des livres pour la jeunesse, les premiers sous son nom, puis sous le nom de Pierre Aber et publiera par la suite plusieurs ouvrages sur l'environnement. Ses ouvrages et romans sont cités, étudiés et utilisés dans des travaux, rapports et mémoires universitaires.
Il était un grand partisan de l’œuvre collective, pour lui, la création du vivre ensemble passait principalement par le faire ensemble, qu'il pratiquait dès le milieu des années 60 avec les "Compagnons de la mer" et par la suite organisait des chantiers participatifs dans sa maison de Chennegy.

### Scoutisme
Il fut responsable interfédéral scout marin, responsable de "La Passerelle", créateur de "La Passerelle Brest" et rédacteur de la revue "Le Timon" pour le Scoutisme Marin chez les Scouts de France.
En 1966, à la suite d'une réforme pédagogique, des désaccords éclatent entre le national Scouts de France et les chefs scouts marin de La Passerelle qui est alors dissoute. Pour soutenir les scouts marins, Pierre-André Bernard fonde l'association dissidente des "Compagnons de la mer", avec Michel de Gourlet (ancien dirigeant de la passerelle), une association de voile pour la jeunesse dont il s'occupera jusqu'à sa dissolution en 1975.

### Énergie et environnement
En 1975, il fonde le Cabinet Bernard, société d'audit en énergie qu'il transforme en société Coopérative et Participative (SCOP) et devient expert international en problèmes énergétiques et environnementaux. Il est aussi expert en énergie auprès des tribunaux.

## Œuvres

### Romans

#### Sous le nom Pierre-André Bernard
- Le Bachi  (ill. Pierre Joubert), Alsatia, coll. « signe de piste » (no 133), 1959 (ISBN 2-84378-052-7) - réédition Éditions du Triomphe, coll. Totem, 1999
  - (de) Pfadfinder auf hoher See [« Le Bachi »]  (trad. Alfred Borchardt, ill. Pierre Joubert, Walter Rieck), Alsatia, coll. « Spur Bücher », 1961
- Harald le Viking  (ill. Pierre Forget), Alsatia, coll. « signe de piste » (no 142), 1960
- Marco  (ill. Pierre Joubert), Alsatia, coll. « signe de piste » (no 156), 1962 (ISBN 2-7045-0088-6)
- Contes du pays d'Othe  (ill. Eva Bernard), la Vague verte, coll. « Mosaïque », 1999 (ISBN 978-2-908227-94-9)
- Baba :  roman, Éd. Baudelaire, 2010 (ISBN 978-2-35508-448-5)

#### Sous le nom Pierre Aber
- Les Jeunes Fauves  (ill. Pierre Joubert), Éditions Alsatia (de), coll. « Rubans noirs », 1965 - traduit en espagnol sous le titre Jóvenes rebeldes, Editorial E.Mensajero, 1969 et en basque sous le titre Gazte Hezikaitzak, Ediciones Mensajero, 1998

### Environnement
- L'audit énergétique, les Éditions d'Organisation, coll. « Audit », 1er février 1995 (ISBN 978-2-7081-1783-9)
- Quelques vérités à ne pas dire :  essai, Éd. Amalthée, 2010 (ISBN 978-2-310-00601-9)
- Pierre-André Bernard et Christian Mettelet, L'Énergie et la ville :  pour un pouvoir énergétique local, C.F.P.C, 1980 (ISBN 2903791023)
- Pierre-André Bernard, Christian Mettelet et Daniel Claude Bernard, L'Énergie et la ville :  pour un pouvoir énergétique local, C.F.P.C, 1983 (ISBN 978-2-903791-02-5)
- Pierre-André Bernard et Florent Bernard, Mythes et arnaques énergétiques et en vous, les solutions :  ce qu'on ne dit pas sur les sources d'énergie et leurs utilisations, sur les économies d'énergie, les énergies renouvables, l'environnement, Maison du Bailli, 2007 (ISBN 978-2-9524462-1-1)
- Pierre-André Bernard et Aurélien Delaporte, Nos déchets en questions :  mythes et arnaques rudologiques, Adice éd, 2007 (ISBN 978-2-915425-02-4)